# Perchero

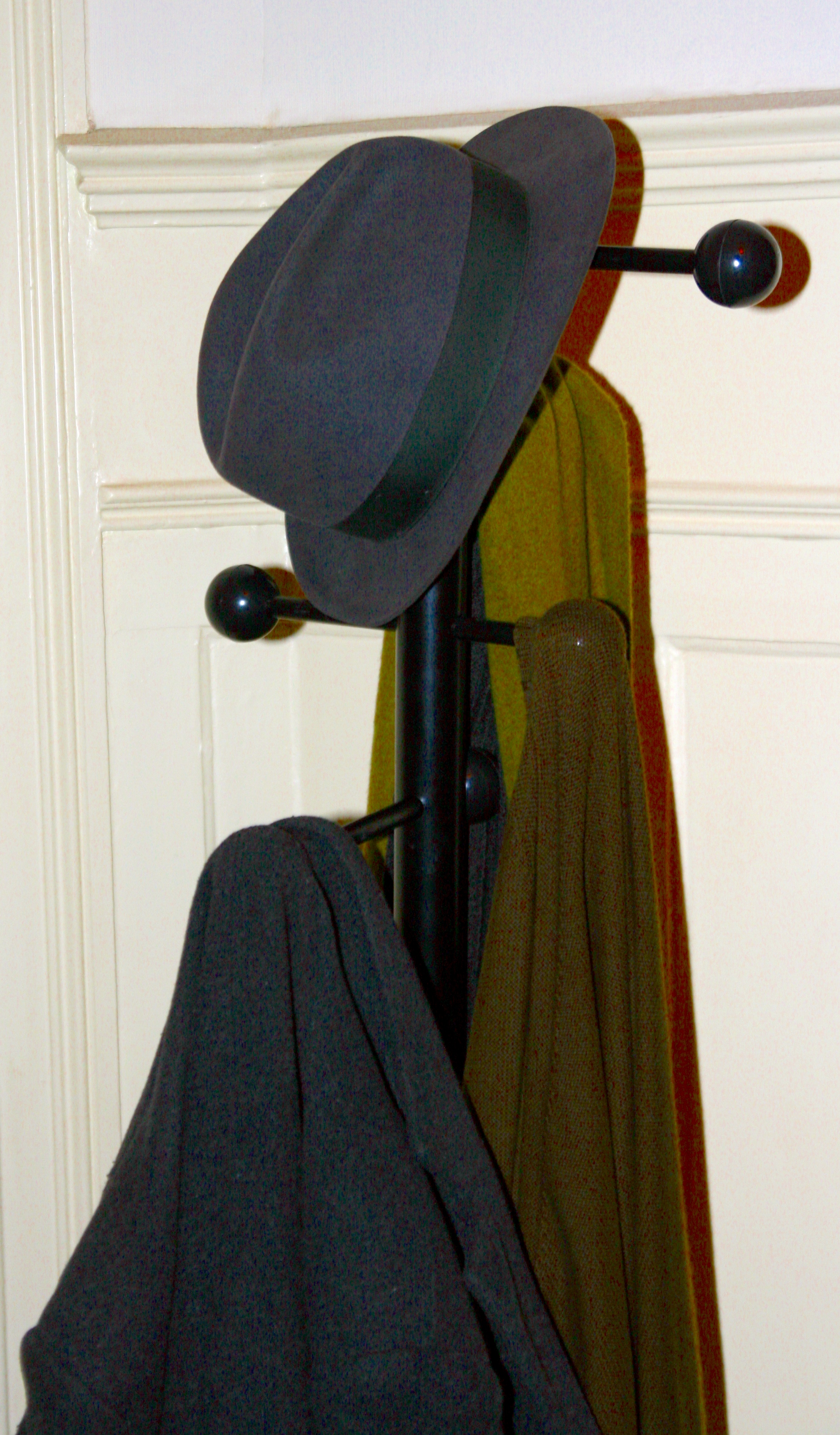
Perchero

Un perchero es un mueble destinado a colgar abrigos, sombreros u otras prendas.
El término perchero puede hacer referencia a dos tipos de mueble: 
- El que se cuelga de la pared y tiene varios soportes alineados sobre los que se cuelga la ropa.
- El perchero de pie consistente en un tronco vertical que se apoya en una base o en unas patas del que salen varios brazos en los que se cuelgan las prendas.

Los percheros son muebles prácticos que se utilizan para colgar prendas de abrigo como bufandas, sombreros, abrigos, etc. e incluso complementos, como bolsos. Son útiles para ordenar las prendas y tenerlas recogidas en un solo lugar y no dispersas por la vivienda. Los percheros de pie se colocan en el recibidor de la vivienda que es donde las personas se suelen desprender de la ropa exterior. Son especialmente útiles a la hora de recibir visitas para las que constituye, además, el primer contacto con la vivienda. Su altura suele ser de 1,60 a 1,65 cm de modo que una persona de estatura media pueda acceder con facilidad a las prendas.
Los percheros resultan también imprescindibles en las oficinas, despachos, salas de reuniones y otros lugares de trabajo a los que el personal accede con su ropa de abrigo. En tales casos, suelen colocarse a la entrada o junto a una pared en un lugar discreto de la estancia.
El colgador de pared tiene la ventaja de ocupar menor espacio que el anterior. Puede situarse incluso detrás de una puerta aprovechando de este modo un espacio inútil. Los percheros de pared pueden instalarse en diferentes habitaciones de la vivienda - cuartos infantiles, dormitorios, cuartos de baño, etc. - siendo la función que desempeñan diferente en cada una de ellas. En el cuarto de los niños se utilizan para sujetar prendas, juguetes, muñecos de trapo, etc. mientras que en el baño su función es la de sostener albornoces y toallas.